# Theraps heterospilus
Theraps heterospilus är en fiskart som först beskrevs av Hubbs, 1936.  Theraps heterospilus ingår i släktet Theraps och familjen Cichlidae. Inga underarter finns listade i Catalogue of Life.